# Mladi lavovi (1958.)
Mladi lavovi (eng. The Young Lions) je film Edwarda Dmytryka iz 1958., snimljen po istoimenom romanu  Irwina Shawa. U glavnim ulogama pojavili su se Marlon Brando, Montgomery Clift i Dean Martin.
Priča se odvija za vrijeme  2. svjetskog rata, a govori o  nacističkom časniku (Brando) i dvojici prijatelja iz američke vojske (Clift i Martin). Film, koji je bio financijski pun pogodak, bio je ključan za Martinov povratak na scenu nakon razlaza s partnerom  Jerryjem Lewisom. Njegova uloga prvotno je pripala  Tonyju Randallu, ali agencija za talente MCA inzistirala je da Martin zamijeni Randalla.
Agencija je računala da će tko god da odigra Randallovu ulogu Michaela Whiteacrea nasuprot Branda i Clifta, dvojice najintrigantnijih glumaca pedesetih, biti u puno boljoj poziciji poslije, i bili su u pravu.
Bio je to jedini film u kojem su zajedno nastupili Brando i Clift. Producirao ga je Al Lichtman, a nominiran je za nagradu BAFTA za najbolji film 1959.

## Vanjske poveznice
- Mladi lavovi u internetskoj bazi filmova IMDb-a